# Roma Csillagok
A Roma Csillagok polgári társulás Csákányházán megalakult szervezet, amely gyerekekkel, felnőttekkel, öregekkel egyaránt foglalkozik. Próbálják a falu hagyományát ápolni, a romaságot felkarolni, s a falut képviselni.
A szervezet 2010-ben alakult. Két tagja van: Galamb Attila (a szervezet elnöke) és Jeges Elena (a szervezet alelnöke, pénztárosa).
Roma Csillagok nevű tánccsoportot hoztak létre nagyon tehetséges roma gyerekekből. Roma Csillagok nevű zenekaruk is van. A faluban már sok rendezvényt létrehoztak 7 év alatt. Ezalatt észrevették, hogy mennyi tehetséges gyerek él a falujukban, akikkel foglalkozni kéne. Nagyon sok kultúrműsort rendeztek nekik, pl. Ki mit tud?-ot, hogy megmutathassák tehetségüket. A faluban már nemegyszer létrehoztak roma napot, falujuk napját, kultúrműsoron belül anyák napját, mikulási rendezvényeket, nőnapot, sok roma bált, köztük a szüreti bált, Katalin-bált, István-bált.
Észrevették, hogy falujukban nemcsak a gyerekek, hanem a felnőttek is tehetségesek, ezért ővelük is sokat foglalkoznak. Rendeztek nekik főzőversenyt, ők is részt vehettek a Ki mit tud? rendezvényen s ünnepélyes felvonulásaikon.
Táncosaik sok helyen megmutatták tehetségüket. Felléptek már Szlovákia egyes részein, mint Fülek, Baraca, Rimaszombat és határon túl is. Van még egy nagyon híres műsorszámuk: a Csákányházi Apáca show.